# Bosquentin
Bosquentin – miejscowość i gmina we Francji, w regionie Normandia, w departamencie Eure.
Według danych na rok 1990 gminę zamieszkiwały 72 osoby, a gęstość zaludnienia wynosiła 10 osób/km² (wśród 1421 gmin Górnej Normandii Bosquentin plasuje się na 819. miejscu pod względem liczby ludności, natomiast pod względem powierzchni na miejscu 522.).